# Sarcidano
Il Sarcidano (Sarcidanu in sardo) è un altopiano e sub-regione della Sardegna che si estende tra i territorio del Campidano, della Marmilla e della Barbagia.
Al suo interno si estendono tre laghi artificiali del Mulargia, del Flumendosa e di San Sebastiano.
Il territorio del Sarcidano è costellato di numerose testimonianze archeologiche, non solo nuragiche.